# مبارك عبد العزيز
مبارك عبد العزيز، من مواليد 18 يناير 1977، لاعب كرة قدم كويتي سابق.
و قد كان يلعب مع نادي الصليبيخات، وفي موسم 2003/2004 انتقل إلى نادي الكويت.